# (58535) Pattillo
(58535) Pattillo (1997 DP) – planetoida z pasa głównego asteroid okrążająca Słońce w ciągu 5 lat i 221 dni w średniej odległości 3,16 j.a.

## Odkrycie i nazwa
Planetoida (58535) Pattillo została odkryta 16 lutego 1997 roku w George Observatory w Needville. Nazwę nadano jej na cześć Leonarda Pattillo (ur. 1926) amerykańskiego propagatora astronomii w szkołach i założyciela Fort Bend Astronomy Club.